# 武漢王家墩飛行場
武漢王家墩飛行場（ぶかんおうかとんひこうじょう、簡体字中国語: 武汉王家墩机场）は、かつて中華人民共和国湖北省武漢市に存在した軍民共用飛行場である。空軍漢口飛行場の名でも知られていた。

## 概要
1931年（民国20年）に揚子江北岸の華商競馬場南部に建設される。南北1000m、東西400mで、空軍の拠点として使用されたほか、欧亜航空公司にも使用され、南部には同公司の無電台と水上機用発着所があった。金家駟などが航空站站長を務めた。1935年6月より漢口航空総站に指定され、第3大隊（戦闘機隊）が駐留。総站長は郝中和、邢剷非、侯抜侖が務めた。日中戦争勃発後、第4大隊、第5大隊なども駐屯。1937年10月よりソ連空軍志願隊、11月より国際第14大隊も駐屯する。

### 日本軍の爆撃
南京の大校場飛行場、南昌の三家店飛行場とともに華中方面の主要飛行場であったため、第2次上海事変勃発から間もない8月20日と22日に一連空による空爆が実施されたが、揚子江の増水で飛行場が水没していたため、いずれも飛行場を確認できず帰投した。
その後、9月22日の広東攻撃を以て同方面の中国空軍の活動を封止したと判断、また中国政府が漢口に移動する疑いがあったため、戸塚指揮官は漢口攻撃を決行。しかし、予定の23日は天候不良のため24日決行となった。鹿屋海軍航空隊の陸攻14機は日没頃、製鉄所、漢陽兵工廠などを空爆、また3機と交戦し2機撃墜を報告するが飛行場を発見できず、帰還中に発見するが爆撃は出来なかった。
1938年1月4日14時22分、一連空陸攻23機（鹿空11機、木更津海軍航空隊派遣隊12機、馬野光少佐指揮）が飛来し、60㎏陸用爆弾65発および250㎏陸用爆弾14発を投下、大型機6、小型機5の地上破壊を報告、「相当熾烈」な対空砲火以外の応戦はなく損害なしとされる。同じく護衛で飛来した二連空艦戦13機（田熊繁雄大尉指揮、12空3、13空11）は、張偉華中尉率いる第5大隊24中隊・25中隊の混成8機（カーチス・ホークⅢ（新ホーク）およびカーチス・ホークⅡ（老ホーク）7機およびフィアット1機）、ソ連空軍志願隊のI-16、計10数機と遭遇、新ホーク・老ホーク各2機の撃墜を報告。中国側は3機の撃墜、中国人飛行士2名（中国人飛行士1名とソ連人飛行士2名とも）が戦死したとする。
5日、陸攻22、艦戦17（12空5、13空12）を以て漢口・武昌飛行場を一斉爆撃を企図する「電令作第一号」が発せられた。翌日、鹿空の森永良彦大尉率いる陸攻6機は、武昌飛行場爆撃に向かった加藤唯雄中佐の5機より分離し14時5分漢口に飛来、60㎏爆弾および250㎏爆弾を投下し大型機2機を破壊した。同時刻、三原元一大尉率いる木更津空12機も飛来し60㎏爆弾を投下。三原大尉指揮の第1中隊は2機に直撃弾、3機に至近弾、広木武大尉指揮の第2中隊は中型機2機、小型機5機の爆破、格納庫に8弾、附属建築物に4弾、飛行場に約30弾の着弾を報告した。
11日、南京飛行場を発した木更津空の小谷雄二少佐指揮の九六陸攻第1大隊9機および三原元一大尉指揮の第2大隊6機、鹿屋空の馬野光少佐率いる8機が第二連合航空隊の九六艦戦15機とともに11時55分ごろ飛来し、60㎏爆弾および250㎏爆弾を投下、それぞれ飛行場内の飛行機、格納庫、滑走路を破壊した。
1月27日午前10時、菅久恒雄少佐（兵52期）率いる木更津空96式陸攻6機、鹿屋空5機が、2連空96式艦戦12機の掩護の元、北方より飛来し60㎏爆弾を投下。搭載の照準器が氷結のため視界不良だったが、格納庫2棟をそれぞれ炎上させ、また小型機5機を爆破、大型機1機への至近弾を報告した。中国側記録では航空機を上空に避退させていたため損害無し。
2月8日15時40分ごろ、蚌埠飛行場を発した一連空19機のうち、得猪治郎少佐指揮する鹿屋空13機（柴田弥五郎大尉の木更津空6機は漢陽兵工廠を爆撃）が飛来し、60㎏爆弾114発、250㎏爆弾10発を投下、大型機1機への至近弾、兵舎1棟炎上を報告。また護衛の艦戦が空戦を行った。AP通信は、中国側は飛行場に甚大な被害、また兵舎数棟が爆破され15名が死傷、迎撃に上がった1機が撃墜され搭乗員2名が死亡したと発表した。

#### 218武漢空戦
1938年2月18日、蚌埠飛行場を発した一連空の九六陸攻15機（木更津空9機、鹿屋空6機）と金子隆司大尉率いる援護隊の九六艦戦11機（第十二航空隊の金子大尉ほか2個小隊5機、第十三航空隊の森貢一空曹ほか2個小隊6機）が13時、漢口上空に飛来。陸攻隊は猛烈な地上放火を受けながらも飛行場を爆撃し、地上のSB1機を破壊。分離した艦戦隊は飛行場から約2キロ西の上空にて、前日に襄陽より移駐していた中国空軍第4大隊のI-152 19機（大隊本部・第22・23中隊） I-16 10機（第21中隊）と交戦。また帰途中、武湖上空にて南昌より飛来したソ連空軍志願隊のニコライ・スミルノフ中尉率いるI-152 6機、アレクセイ・ブラゴヴェシチェンスキー率いるI-16 12機と交戦。日本海軍はI-15 15機（うち不確実1、志願隊1）、I-16 2機（うち志願隊1）、SB 1機の計18機撃墜、4機喪失と発表、その中には金子大尉も含む。中国側記録は、12機撃墜、被撃墜8機（うち3名生存）で、李桂丹大隊長も犠牲となった。志願隊の損害は、ソ連側の記録では日本側の記録と同様にスミルノフ中尉ほか1機が撃墜されたと考えられる。

#### 鬼王誕生日空戦
4月29日（天長節）正午前後、日本海軍第一・第二連合航空隊の45機（12空の小園安名少佐率いる九六艦戦27機、および13空の棚町整少佐率いる九六陸攻18機）が飛来する。中国空軍側も黄岡付近の監視哨で察知していたが、航空委員会本部と漢口総站長兼参謀長の邢剷非が出撃命令を渋っていたため、軍属の劉毅夫が独断で全機発進を意味する黒旗を掲げ、同地に駐留していた第4大隊18機およびソ連空軍志願隊39機を出撃させた。また、途中から孝感飛行場に駐屯していた第3大隊の10機も加勢した。
この空中戦による戦果は、日本海軍は51機撃墜、4機（中攻2、戦闘機2）喪失と発表したが、戦闘詳報は意図的に抹消された可能性がある。ただし、海軍航空本部教育部の作成した重要欠損調査表にて被害の詳細はある程度記述されており、喪失した艦戦のうち1機は被弾し帰途中に行方不明となったこと、ほか軽微な被弾3機、人的損害は未帰還となった中攻14名と艦戦2名、ほか帰還した中攻の偵察員2名死亡という事が分かる。一方の中ソ側記録は、撃墜21機（内訳は当時顧問であったクレア・リー・シェンノートが元国際14大隊隊員のエルヴィン・ギボンに宛てた手紙によれば戦闘機13・爆撃機8）となっている。また、海軍航空兵2名が捕虜になったとされる。被撃墜・被弾計12機（11機とも）でうち3機は修理可能、中国空軍1名、志願隊員2名が戦死した。この出来事は、日中戦争中最大規模の空中戦で、天長節であったことから中国では「鬼王誕生日空戦」と呼ばれている。

#### 人道遠征
5月19日、漢口飛行場を発した徐煥昇率いる第14中隊のB-10 3機が九州の熊本・宮崎に飛来し、鹿地亘の作成した反戦ビラを散布した。

#### 5月～10月
5月31日、戦闘機30数機陸攻18機が飛来、視界狭小のためうち12空の11機が中ソ連合部隊43機と交戦、E-15、ベランカ戦闘機など20機撃墜、1機未帰還（中国側記録は14機撃墜、2機被撃墜）
7月14日6時35分、13空の柴田弥五郎大尉率いる九六陸攻9機が飛来、滑走路に6番陸用爆弾を15発、飛行場に93発投下したのちI-15 2機と5分間空戦し、うち1機を羅田付近で撃墜した。
7月16日、12空9（うち2機発動機故障のため中途帰還）、15空5機による空爆。グロスター グラディエーター6、EH戦闘機1、SB重爆2撃墜を報告。19日に12空、22日に陸攻による爆撃。
8月3日、2連空の13空陸攻18機が襲来し、地上の7機を爆破、兵工廠、倉庫などを破壊した。護衛の艦戦29機（12空21、13空2、15空6、うち2機中途帰還）は中国空軍第4大隊、第5大隊第26中隊、ソ連空軍志願隊などからなる中ソ連合部隊52機と交戦し、32機撃墜（中ソ側の記録では6～10機以上未帰還）、15空の新庄直久中尉ら3機未帰還（中ソ側の記録では12機撃墜）。
15日18時20分、板谷大尉率いる15空艦戦3機、12空18機と飛来し強硬偵察を敢行。12空は上空警戒、15空が偵察を実行した。北縁～東縁に囮機に挟まれて複葉機4、南東場外に1機を確認。3機を銃撃、うち1機炎上を報告。16日にも15空艦戦・艦爆隊が飛来したが交戦しなかった。21日に12空18機が飛来、また陸軍機が5機撃墜報告。
10月5日、12空の相生高秀大尉率いる艦戦隊が飛来し、3番機の坂井三郎三空曹がI-16撃墜を報告。

### 日本軍の接収
1938年10月の漢口陥落後、空軍は漢口飛行場を放棄、総站人員は新設された湖南省の懐化芷江飛行場へと逃れ、第9総站に改編される。
残された飛行場施設の修繕は島田航空兵大尉を長とし第2飛行場中隊などからなる第一漢口飛行場隊が実施し、月末には概了。11月2日には陸軍航空兵団司令部が進出。しかし、武漢作戦の終結後、日本海軍は中国戦線に派遣中の海軍航空隊の撤収を進め、1939年（昭和14年）初頭には派遣部隊の規模はピーク時の4割にあたる132機に減少していた。漢口などの華中方面には、第二連合航空隊（第十二航空隊44機・第十三航空隊18機、司令官：桑原虎雄少将）と第一根拠地隊江上飛行機隊（8機）が残る程度になっていた。
しかし、同年5月から重慶爆撃を本格的に開始することになると、4月24日に第十四航空隊が漢口に進出したのを皮切りに、6月には高雄海軍航空隊、9月5日には第一連合航空隊（木更津海軍航空隊・鹿屋海軍航空隊、司令官：塚原二四三少将）と、九六式陸上攻撃機を主力とする航空部隊を続々と漢口に進出させた。日本陸軍も、1939年9月下旬に飛行第60戦隊（戦隊長：田中友道大佐）を漢口に進出させて、海軍部隊との共同訓練を開始した。それに伴い近隣の漢口競馬場を整地して大飛行場が整備され、一連空・二連空・陸軍機合わせて200機が展開可能な態勢となった。秘匿名称は「W基地」と呼称された。1940年5月以降、重慶爆撃のため全陸攻隊に漢口集結が下令され、連日実施された重慶・成都爆撃の拠点となる。
1943年2月末、飛行第90戦隊ピスト新設、それに伴い第15航空通信隊第2中隊により通信用地下ケーブルが3月中に架設される。
終戦までに展開した部隊は以下の通り。
海軍部隊
- 第十二航空隊
- 第十三航空隊
- 第十四航空隊 - 1939年4月24日～6月15日[51]、1940年5月～9月
- 高雄海軍航空隊 - 1939年6月1日[52]～1940年1月1日

陸軍部隊
- 飛行第60戦隊 - 1939年9月下旬～
- 飛行第85戦隊
- 飛行第25戦隊
- 飛行第48戦隊
- 飛行第90戦隊
- 第16航空地区司令部
- 第15航空通信隊
  - 第1中隊第1～第5分隊[53]
  - 第2中隊[54]
- 第19飛行場中隊
- 第67飛行場中隊
- 第31飛行場大隊警備中隊

### ソ連空軍の空爆
1939年10月3日、グリゴリー・クリシェンコ大尉率いる9機のDB-3爆撃機が奇襲爆撃した（日本側はSBと認識）。飛行場への被害はわずかであったが、一弾が第一連合航空隊幹部の集まっている所へ落下したため、塚原二四三司令官が重傷を負うなど人員の多くが死傷した。10月14日には、再び漢口基地への爆撃が行われ、飛行場に置かれていた50～60機が破壊されるという被害を受けた（漢口空襲）。

### 米軍の空爆
1944年12月17日、アメリカ陸軍航空軍第20爆撃集団のB-29が飛来。漢口の陸軍航空隊は第8飛行団長の青木喬少将の統一指揮の下で、飛行第85戦隊の四式戦闘機18機および飛行第25戦隊・第48戦隊の一式戦闘機約20機が迎撃。日本側は、B-29爆撃機2機を撃墜（ただし不確実）・11機を撃破と記録している。14時36分頃、第二波攻撃隊として第14空軍のB-24爆撃機34機・各種戦闘機149機が、5群に分かれて漢口上空に飛来した。第二波攻撃隊は、市街地を爆撃するとともに、日本軍飛行場を襲撃した。日本側は空襲警報を発して、戦闘機隊の可動全機を迎撃に繰り出したが、多数のアメリカ軍護衛戦闘機に阻まれてB-24爆撃機にはたどり着けなかった。空中戦の結果、日本側はP-51戦闘機4機撃墜・3機撃破の戦果を主張しているが、代償に日本機4機が撃墜された。飛行場では日本軍航空機13機が離陸できないまま攻撃を受けて炎上し、6機が大破したほか、施設にも若干の損害があった。飛行第85戦隊ではエース・パイロットの若松幸禧少佐と柴田力男少尉らが戦死した。（漢口大空襲）。
1945年1月14日、再度連合軍の波状空襲を受け飛行第48戦隊が迎撃。

### 戦後
1945年8月の終戦後、漢口の機材は中国空軍によって接収される。1946年9月、漢口で空軍第1連隊司令部を基幹に第4軍区司令部が編成される。
1950年、人民解放軍に接収される。
2007年に閉鎖された。軍用飛行場は同市新洲区へ移転、以前のまま空軍漢口飛行場を名のっている（しかし漢口にはない）。民間飛行場は武漢天河国際空港に引き継がれた。現在飛行場跡地は武漢中央商務区として再開発が行なわれている。

### 注
1. ↑  記録上ではスミルノフの戦死は25日の南昌となっているが[22]、本空戦に参加したアレクセイ・ダシュインによれば実際は18日と思われ[23]、同じく記録上25日に戦死したとされるニコライ・ヴァシリエフ中尉も実際は本空戦で戦死したと考えられる[24]。